# Haematopota paisanai
Haematopota paisanai är en tvåvingeart som beskrevs av Travassos Dias och Sous 1958. Haematopota paisanai ingår i släktet Haematopota och familjen bromsar.
Artens utbredningsområde är Moçambique. Inga underarter finns listade i Catalogue of Life.